# 退屈な部屋
『退屈な部屋』は、つげ義春が1975年（昭和50年）に『漫画サンデー』に発表した27頁からなる漫画作品。1998年にはテレビドラマ化された。

## 概要

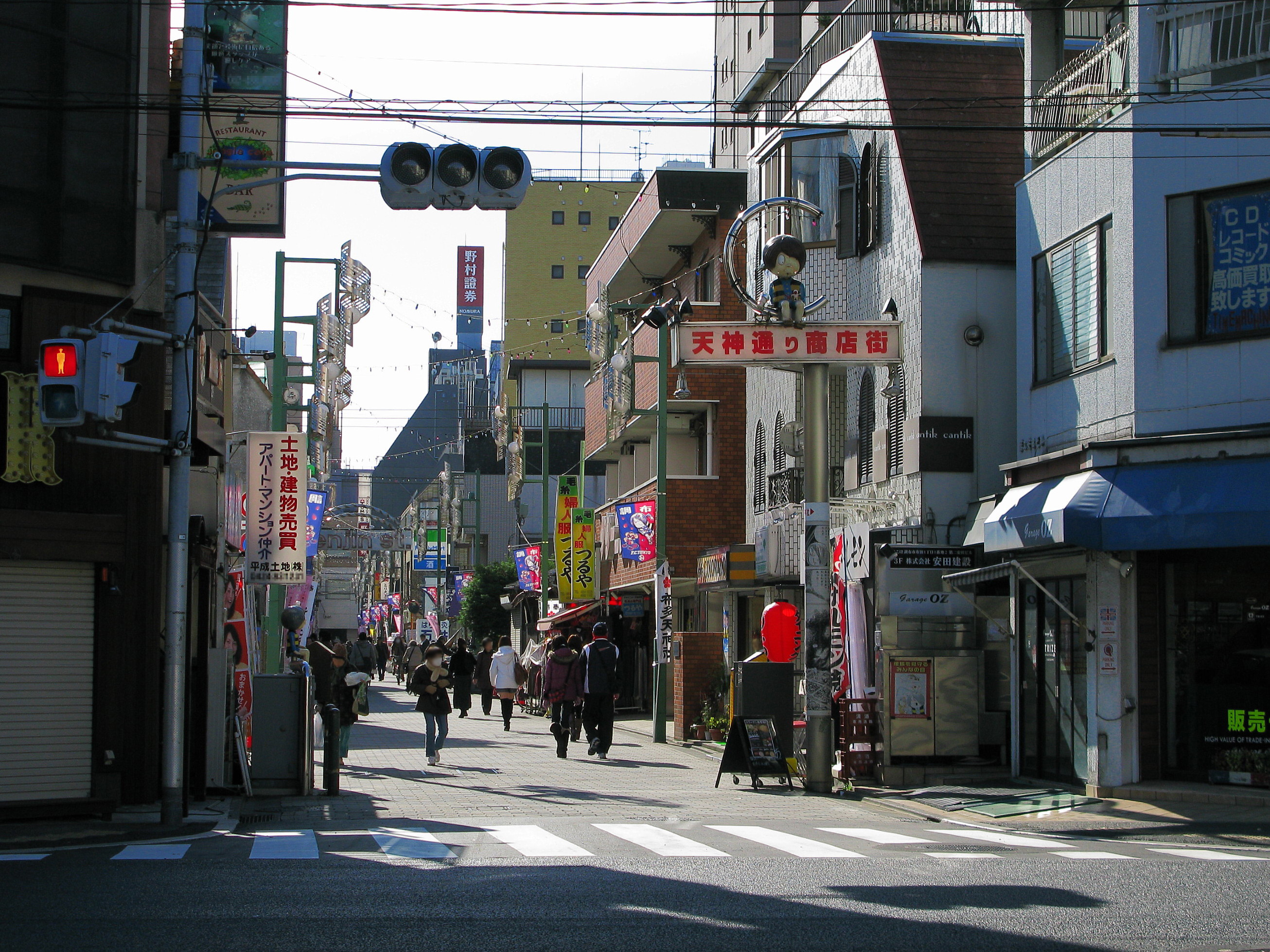
調布駅付近（天神通り商店街）

つげ義春の妄想に近い空想によって着想された作品。つげは1970年3月から、この作品が発表された1975年の前年に当たる1974年に調布市内のアパート「酒井荘」に引っ越すまでの4年間を同じ調布市内にあった「ひなぎく荘」に住んでいたが、そのころに描いていたものであり、冒頭ページに「ひなげし荘」として描かれている。本作が描かれた1975年は4月に発表された旅をテーマにした『庶民御宿』とこの作品の2作しか発表されなかった。
男女の意識のずれをテーマとし、夫婦間をユーモラスに描いているほか、実像に近い母親も登場する。ただ、男女間の意識のずれを描きながらも、観念から日常へ引き戻されることを不満ともせずに微妙に描いており、ずれによって二人の関係が悪化したり、純文学作家がしばしば描くような〈日常の中の危機〉にまではいたらない。また、「危機というほどだと嘘っぽくなる」とつげ自身が後日解説している。
作品は、当時調布市内に実在した女郎屋がアパートに変えられ残されていたが、そこにつげ義春の知り合いの北川が住んでおり、その部屋を見たことがヒントになっている。『庶民御宿』とは異なり”難解なテーマが潜んでいる”（権藤晋）作品となっている。1頁に2コマずつの大きな絵で軽快に展開してゆき、やがて重みのある絵が出る。畳の目が病的なほど丹念に描かれ、パースをわざと狂わせたり、平面的に天井から描く手法とともにシュールで不思議な感触を読み手に与えることを意図している。つげ自身は、「作品によってわざと描き分けており、その結果も成功したりしなかったりがある。いつも同じ調子で描くと自分でも嫌になるので、作品ごとに工夫することで面白い。絵を描くのが好きというより、苦手だから人一倍工夫している」と発言している。
作品のストーリーは、主人公が妻に秘密で借りた元女郎屋のアパートの一室が、ふとしたことで妻に見つかり、ついには母親まで現れ、あっけなく日常に戻されるという話だが、つげは部屋が妻にばれず、他の女を引きずり込んだりするような妄想の方がたやすく想像でき、いくらでもずるずると勝手に広がると述べている。本作品は、勝手に沸き起こるそうした妄想をかなり抑制して描かれたものであり、作品としての効果を緻密に計算している。表面には出ないよう抑制しているものの、主人公が小川三郎という偽名で別人を装っているのは、本質的テーマが「蒸発」にあるためであり、本格的蒸発は非現実的過ぎることを作者が承知しているため、近所の日常の中での小さな蒸発という形でさりげなく描かれた。「それを発展させずに、すぐに現実に邪魔されるという、深みにある作品なんです」とつげ自身が冗談ぽく解説している。
「わたし脱いじゃった」と言って主人公の妻が全裸になるシーンが挿入されているが、この唐突でエロティックな効果を狙うため、あえてその前のコマまでを小コマではなく、大きなコマで描いている。この表現に対し、権藤晋は「意識的に表現しているのは分かるが、つげさんの場合、意識的であるほどシュールな方向へ向かうでしょう?」と水を差し向けたのに対し、つげは「シュールな味っていうのは、わりと自分で好きだから」と返した。さらに、「アッというようなものを持ってくるというのは、よく考えてやっている。これは全部フィクションなんですが、あり得ることでしょう？」と権藤に向かい尋ねたのに対し、権藤は「そう、実際にはありうる話だけど、こういう漫画はつげさんしか描かない。普通の人は少々の奇妙さは飛んでしまうが、つげさんはそこに引っかかって、何らかの意味を見出しているようなところがある」と答えた。

## あらすじ
主人公は妻には内緒で元女郎屋だった部屋を偽名で借りている。部屋の造りが特殊なせいもあって、礼金も敷金もなしで5000円で借りられた。自転車で10分ほどで行ける距離だが、部屋に行って何をするでもなくゴロゴロして過ごす。ところが、ある日妻の知るところとなり、詰問される。といって、妻は怒るでもなく、別荘気分をよろこんだり、生活感を出すためといって家財道具を運び込んだり、「仕事部屋にしたらどう?」などと言い出したり、ついには手紙まで送ってくる始末。
そのうち、主人公の母親まで連れてきた。母親は、主人公が偽名を使って部屋を借りているのを見て、「何の真似だよ」「親にもらった名前が気にくわねェのか」などと怒り出す。

## 調布の女郎屋
1954年に発行された『實話雑誌』（三世社）特別増刊号『全国赤線青線地区総覧』に調布の赤線が紹介されているが、それによると「女給さんは素朴です。別に手練手管もなく、コーヒー一杯でも足しげく通う御仁に愛想もつかさず、地方での女の子が多いところが魅力でしょう」とある。当時の調布の赤線で働く女性は44人で、業者数は13、時間300円、通しで600円 - 800円ほどだった。同時期の新宿では時間400円 - 500円、通しで1500円位であった。比較的のどかな赤線で、「戦後に生まれた新地ですが、アプレ派のでたらめがなく、古い調布の静かな環境が遊子を楽しませるに充分でしょう」と紹介されている。京王線調布駅から甲州街道方面に約10分ほどの距離にあったが、1956年の売春防止法制定以降は、急速に寂れ、現在痕跡はほとんどない。

## テレビドラマ
つげ義春原作のドラマシリーズ『つげ義春ワールド』（テレビ東京）の1本として、本作を原作としたテレビドラマが1998年7月13日24:45 - 25:15に放送された。俳優の豊川悦司が初監督した。
1998年東京国際映画祭シネマプリズム正式上映作品。1999年第36回ギャラクシー賞を受賞。

### あらすじ（テレビドラマ）
主人公の漫画家は妻と二人暮らし。ある日、妻に内緒で近所に部屋を借りる。窓いっぱいに向日葵が咲き、気持ちの良い風が入ってくる自分だけの秘密の部屋。だが、突然、妻がやってきた。そして、姑までが。

### キャスト
- 橋口亮輔
- 鈴木砂羽
- 絵沢萌子

### スタッフ
- 原作：つげ義春
- 企画：中沢敏明
- プロデューサー：相原英雄・川崎隆・菅原章
- 脚本：佐藤信介
- 撮影：村石直人
- 音楽：遠藤浩二
- 監督：豊川悦司
- 制作：プラネットエンターテイメント
- 製作：丸紅・電通・プラネットエンターテイメント